# Aguardiente
Aguardiente, trong tiếng Tây Ban Nha, hoặc Aguardente, trong tiếng Bồ Đào Nha (tiếng Basque: pattar; tiếng Catalunya: aiguardent; tiếng Galicia: augardente) là một thuật ngữ chung để chỉ đồ uống có cồn chứa từ 29% đến 60% độ cồn. Loại đồ uống bắt nguồn từ bán đảo Iberia (Bồ Đào Nha và Tây Ban Nha), cũng như châu Mỹ thuộc Iberia (các quốc gia nói tiếng Tây Ban Nha và Bồ Đào Nha ở châu Mỹ).